# Avrelijan
Avrelijan (latinsko Lucius Domitius Aurelianus; 9. september ok. 214 – ok. november 275) je bil rimski cesar, ki je vladal od 270 do 275 n. št. med krizo tretjega stoletja. Kot cesar je dosegel izjemno vrsto vojaških zmag, ki so ponovno združile Rimsko cesarstvo, potem ko je skoraj razpadlo pod pritiskom barbarskih vpadov in notranjih uporov. Rojen v skromnih razmerah, najverjetneje v Meziji Superior, je leta 235 vstopil v rimsko vojsko in se povzpel po činu. Vodil je konjenico cesarja Galiena, dokler ni bil Galien umorjen leta 268. Nato je Klavdij II. Gotski postal cesar do svoje smrti leta 270. Klavdijev brat Kvintil je nato vladal tri mesece, preden je Avrelijan prevzel cesarstvo zase. Avrelijana so za rimskega cesarja izbrali Ilirci kot enega izmed njih.
Med svojim vladanjem je po uničujoči vojni premagal Alemane. Premagal je tudi Gote, Vandale, Jutunge, Sarmate in Karpe. Avrelijan je obnovil vzhodne province cesarstva po osvojitvi Palmirskega cesarstva leta 273. Naslednje leto je osvojil Galsko cesarstvo na zahodu in ponovno združil cesarstvo v celoti. Odgovoren je bil tudi za gradnjo Avrelijanovega zidu v Rimu, opustitev province Dakija in denarne reforme, s katerimi je poskušal zajeziti devalvacijo rimske valute.
Čeprav je Domicijan, dve stoletji prej, bil prvi cesar, ki je zahteval, da ga uradno pozdravljajo kot dominus et deus ('gospodar in bog'), se ti naslovi nikoli niso pojavili v pisni obliki na uradnih dokumentih do Avrelijanovega vladanja. Njegovi uspehi so bili ključni za konec krize.

## Zgodnje življenje
Mnogi podatki o Avrelijanovem zgodnjem življenju izvirajo iz Historia Augusta in veljajo za nezanesljive. Primerjalne raziskave z drugimi viri iz njegovega obdobja so nekatere podrobnosti potrdile bolj kot druge. Avrelijan se je rodil 9. septembra, datum, zabeležen v Kronografu iz leta 354. Kronist iz 6. stoletja Ivan Malala je zapisal, da je umrl v starosti 61 let, kar pomeni rojstvo leta 214. Vendar je Malalasova kronika pogosto opisana kot "pogosto nezanesljiva", zato mora vsak datum, ki je od tam izpeljan – brez potrditvenih dokazov iz bolj verodostojnih virov – ostati začasen. Historia Augusta ga opisuje kot Panonca iz Sirmija in kot domačina iz Dacie Ripensis, "ki jo je ustanovil, da bi bil Mezijec". Pseudo-Victor in John Xiphilinus njegovo rojstno mesto postavljata na območje med Dacio Ripensis in Makedonijo (ki se prekriva z Dacio Mediterraneo). Sodobne raziskave menijo, da je Dacia Ripensis bolj verjetna regija. Ko se je rodil, je bila ta regija del Moesie Superior. Avrelijan je bil Ilir kot tudi več drugih cesarjev poznega 3. stoletja (ilirski cesarji), ki so vsi imeli skupno vojaško ozadje. Pseudo-Victor opisuje njegovega očeta kot kolona (najemnika), ki je obdeloval zemljo senatorja po imenu Avrelij. Avrelijanov oče je bil verjetno veteran rimske vojske. Poročil se je z Avrelijevo hčerko, od katere je Avrelijan po materi dobil svoje ime. Historia Augusta jo opisuje kot "duhovnico Sola", katere čaščenje je Avrelijan kot cesar spodbujal (Sol Invictus). Ti dve trditvi, skupaj s tradicijo, da je bil klan Avrelij zadolžen za vzdrževanje kulta tega božanstva v Rimu, sta navdihnili idejo, da bi to lahko pojasnilo Avrelijanovo predanost sončnemu bogu, ki jo je kazal kot cesar. Vendar se zdi, da je ta ekstrapolacija nepreverljivih dejstev zdaj na splošno sprejeta kot nič več kot to - domneva.

## Vojaška služba
Splošno je sprejeto, da se je Avrelijan verjetno pridružil vojski leta 235, ko je bil star okoli dvajset let. Prav tako se splošno domneva, da se je kot član najnižjega sloja družbe – čeprav državljan – vpisal v vrste legije. Saunders predlaga, da je njegovo kariero lažje razumeti, če se domneva, da je njegova družina izvirala iz rimskih naseljencev z vojaško tradicijo in da se je vpisal kot konjenik. To bi mu odprlo tres militia (alternativa Cursus honorum) – tri stopnje konjeniške vojaške kariere – eno od poti do višjega viteškega položaja v cesarski službi.
To bi lahko bila hitrejša pot do višjih vojaških in prokuratorskih položajev kot tista, ki so jo ubrali nekdanji častniki, čeprav ne nujno manj naporna. Čeprav Saundersova domneva o Avrelijanovi zgodnji karieri ni podprta z nobenim dokazom razen njegovega imena, ki bi lahko kazalo na italijanske naseljenske prednike – in celo to je sporno – je njegov vzpon v najvišje čine lažje razumeti, če mu ni bilo treba začeti od spodaj. Njegovega predloga niso sprejele druge akademske avtoritete.
Ne glede na njegov izvor, si je Avrelijan zagotovo moral zgraditi zelo trden ugled vojaške sposobnosti med burnimi srednjimi desetletji stoletja. Seveda podvigi, podrobno opisani v Historia Augusta vita Divi Aureliani, čeprav niso vedno nemogoči, niso podprti z nobenim neodvisnim dokazom in vsaj eden je dokazano izmišljotina, značilna za tega avtorja. Vendar je bil verjetno povezan s konjeniško vojsko cesarja Galiena in je blestel kot častnik te elitne enote, saj se zdi, da je bil njen poveljnik, ko se je končno pojavil v zgodovinsko zanesljivem kontekstu v zgodnjem delu vladavine Klavdija II.

### Ulpius Crinitus
V obstoj Ulpiusa Crinitusa so mnogi zgodovinarji dvomili. Če je obstajal, bi bil dux ilirskih in tračanskih rimskih legij. Ulpius naj bi se rodil v mestu Italica, v današnji Španiji. Zanimal se je za Avrelijanovo zgodnjo kariero. Avrelijan naj bi bil nekaj časa njegov namestnik. Ko je skupina Gotov napadla Ilirijo in Trakijo, je Ulpius zbolel, zato je Aurelianu ukazal, naj se spopade z napadalci. Avrelijan je bil imenovan za legata Tretje legije. Uporabil je svojo silo 2.500 pomožnih enot in vojske štirih germanskih poglavarjev, da bi premagal Gote v bitki. Avrelijan je uporabil vire, pridobljene iz bitk, za obogatitev provinc. Po bitki se je Crinitus zahvalil Valerijanu, takratnemu cesarju, ker mu je priskrbel tako nadarjenega namestnika. Crinitus je Avrelijana posvojil za svojega dediča, bodisi prostovoljno bodisi morda s silo. Cesar Valerijan se je udeležil posvojitvene slovesnosti, ki je potekala v kopališčih Bizanca. Po tem je Crinitus izginil iz zgodovinskih zapisov. Historia Augusta trdi, da je bil Crinitus upodobljen, skupaj z Avrelijanom, na stenah Templja Sonca (Rim), ki ga je dal zgraditi Avrelijan po svoji uspešni palmirski kampanji. Vendar pa ni ostankov te zgradbe.

### Pod Galienom
Avrelijanovi uspehi kot poveljnik konjenice so ga sčasoma pripeljali do udeležbe v spremstvu cesarja Galiena. Leta 268 je Galien odpotoval v rimsko Italijo in se boril proti Avreolu, svojemu nekdanjemu generalu in zdaj uzurpatorju prestola. Ko je Avreola potisnil nazaj v Mediolanum, je Galien takoj oblegal svojega nasprotnika v mestu. Med obleganjem je bil cesar umorjen. En vir pravi, da je Avrelijan, ki je bil prisoten pri obleganju, podpiral generala Klavdija za prevzem cesarstva – kar je verjetno. Leta 268 ali 269 sta Avrelijan in njegova konjenica sodelovala pri zmagi cesarja Galiena (ali cesarja Klavdija II. Gotskega) nad Goti v bitki pri Nišu.
Avrelijan je bil poročen z Ulpijo Severino, o kateri je malo znanega. Bila je iz Dacije. Znano je, da sta imela skupaj hčer.

### Pod Klavdijem
Klavdija so vojaki razglasili za cesarja zunaj Mediolanuma. Novi cesar je takoj ukazal senatu, naj Galiena deificira. Nato se je Klavdij začel distancirati od tistih, ki so bili odgovorni za umor njegovega predhodnika in ukazal usmrtitev neposredno vpletenih. Avreol je bil še vedno oblegan v Mediolanumu in je iskal spravo z novim cesarjem, vendar Klavdij ni imel sočutja do potencialnega tekmeca. Cesar je dal Avreola ubiti in en vir vpleta Avrelijana v dejanje, morda je celo sam podpisal nalog za njegovo smrt.
Med vladavino Klavdija je bil Avrelijan hitro napredoval: dobil je poveljstvo nad elitno dalmatinsko konjenico in kmalu napredoval v celotnega vodjo vojske po cesarju in tistem, kar je bil položaj cesarja Klavdija pred njegovo aklimacijo. Vojna proti Avreolu in koncentracija sil v Italiji sta omogočili Alemanom, da so prebili Retijski limes vzdolž zgornjega Donave. Neovirano so marširali skozi Retijo in Alpe, vstopili v severno Italijo in začeli ropati območje.V začetku leta 269 sta cesar Klavdij in Avrelijan odkorakala proti severu, da bi se srečala z Alamani in jih premagala v bitki pri jezeru Benacus.
Medtem ko so se še ukvarjali s poraženim sovražnikom, so z Balkana prišle novice o obsežnih napadih Herulov, Gotov, Gepidov in Bastarnov. Klavdij je takoj poslal Avrelijana na Balkan, da bi zajezil invazijo po svojih najboljših močeh, dokler Klavdij ne bi prispel s svojo glavno vojsko. Goti so oblegali Solun, ko so slišali za približevanje cesarja Klavdija, zaradi česar so opustili obleganje in plenili severovzhodno Makedonijo. Avrelijan je prestregel Gote s svojo dalmatinsko konjenico in jih premagal v vrsti manjših spopadov, pri čemer je ubil kar tri tisoč sovražnikov. Avrelijan je še naprej nadlegoval sovražnika, jih gnal proti severu v Gornjo Mezijo, kjer je cesar Klavdij zbral svojo glavno vojsko. Nastala bitka je bila neodločena: severno napredovanje Gotov je bilo ustavljeno, vendar so bile rimske izgube velike.
Klavdij si ni mogel privoščiti še ene odprte bitke, zato je namesto tega postavil uspešno zasedo, pri čemer je ubil na tisoče nasprotnikov. Vendar je večina Gotov pobegnila in se začela umikati proti jugu po poti, po kateri so prišli. Preostanek leta je Avrelijan nadlegoval sovražnika s svojo dalmatinsko konjenico.
Zdaj, ko so bili Goti ujeti na rimskem ozemlju, je pomanjkanje zalog začelo terjati svoj davek. Avrelijan, ki je čutil obup svojih sovražnikov, jih je napadel s polno silo svoje konjenice, pri čemer je ubil mnoge in preostale gnal proti zahodu v Trakijo. Ko se je začela zima, so se Goti umaknili v Haemus Mons (Haemus gorovje), le da so se znašli ujeti in obkoljeni. Težke razmere so zdaj poslabšale njihovo pomanjkanje hrane. Vendar so Rimljani podcenjevali Gote in popustili svojo stražo, kar je sovražniku omogočilo, da je prebil njihove linije in pobegnil. Očitno je cesar Klavdij ignoriral nasvete, morda od Avrelijana in zadržal konjenico ter poslal le pehoto, da bi ustavila njihov preboj.
Odločni Goti so ubili veliko prihajajoče pehote in so bili preprečeni, da bi jih vse pobili, šele ko je Avrelijan končno napadel s svojo dalmatinsko konjenico. Gotom je kljub temu uspelo pobegniti in so nadaljevali svoj pohod skozi Trakijo. Rimska vojska je še naprej sledila Gotom spomladi in poleti 270. Medtem je Balkan zajela uničujoča kuga, ki je ubila veliko vojakov v obeh vojskah.
Cesar Klavdij je zbolel na pohodu v bitko in se vrnil v svoj regionalni štab v Sirmiju, Avrelijanu pa je prepustil vodenje operacij proti Gotom. Avrelijan je svojo konjenico zelo učinkovito uporabil, Gote je razdelil v manjše skupine, ki so bile lažje obvladljive. Do poznega poletja so bili Goti poraženi: vsi preživeli so bili oropani živali in plena ter so bili vpoklicani v vojsko ali naseljeni kot kmetje v obmejnih regijah. Avrelijan ni imel časa uživati v svojih zmagah; konec avgusta so iz Sirmija prispele novice, da je cesar Klavdij mrtev.

## Cesar

### Vzpon na oblast
Ko je Klavdij umrl, je njegov brat Kvintil prevzel oblast s podporo senata. Z dejanjem, značilnim za krizo tretjega stoletja, vojska ni hotela priznati novega cesarja, raje je podprla enega od svojih poveljnikov: Avrelijan je bil razglašen za cesarja okoli avgusta ali septembra (starejši viri navajajo maj) s strani legij v Sirmiju. Avrelijan je premagal Kvintilove čete in senat ga je priznal za cesarja po Kvintilovi smrti. Trditev, da je Klavdij na smrtni postelji izbral Avrelija, lahko zavržemo kot propagando; pozneje, verjetno leta 272, je Avrelij svoj dies imperii postavil na dan Klavdijeve smrti, s čimer je implicitno štel Kvintila za uzurpatorja.
Ko je bila njegova oblast varna, je zdaj svojo pozornost usmeril na največje probleme Rima – ponovno pridobitev obsežnih ozemelj, izgubljenih v prejšnjih dveh desetletjih in reformo res publica.

### Rimsko cesarstvo v letih 270.
Leta 248 je cesar Filip Arabec praznoval tisočletnico mesta Rim z velikimi in dragimi slovesnostmi in igrami, cesarstvo je dalo izjemen dokaz samozavesti. V naslednjih letih se je cesarstvo moralo soočiti z ogromnim pritiskom zunanjih sovražnikov, medtem ko so hkrati nevarne državljanske vojne ogrožale cesarstvo od znotraj, z uzurpatorji, ki so slabili moč države. Tudi gospodarska podlaga države, kmetijstvo in trgovina, je trpela zaradi motenj, ki jih je povzročila nestabilnost. Poleg tega je okoli leta 250 po cesarstvu pustošila epidemija, ki je močno zmanjšala delovno silo tako za vojsko kot za kmetijstvo.
Končni rezultat je bil, da cesarstvo ni moglo prenesti udarca zajetja cesarja Valerijana leta 260 s strani Sasanidov. Vzhodne province so našle svoje zaščitnike v vladarjih mesta Palmira v rimski provinci Siriji, katere avtonomija je rasla do oblikovanja Palmirskega cesarstva, ki je bilo uspešno pri obrambi pred sasanidsko grožnjo. Zahodne province, tiste, ki so se soočale z limesom ob Renu, so se odcepile in oblikovale tretjo, avtonomno državo znotraj ozemelj Rimskega cesarstva, ki je zdaj znana kot Galsko cesarstvo.
V Rimu se je cesar ukvarjal z notranjimi grožnjami svoji moči in z obrambo rimske Italije in Balkana.

### Ponovna združitev cesarstva
Prva dejanja novega cesarja so bila usmerjena v krepitev lastnega položaja na njegovih ozemljih. Konec leta 270 je Avrelij vodil kampanjo v severni Italiji proti Vandalom, Jutungom in Sarmatom, ter jih izgnal z rimskega ozemlja. Za praznovanje teh zmag je Avrelij prejel naziv Germanicus Maximus. Avtoriteto cesarja so izpodbijali številni uzurpatorji — Septimij , Urban, Domicijan II in upor Felicissimusa — ki so poskušali izkoristiti občutek negotovosti cesarstva in prevelik vpliv vojske v rimski politiki. Avrelij, kot izkušen poveljnik, se je zavedal pomena vojske in njegova propaganda, znana po njegovem kovanju denarja kaže, da je želel podporo legij.

#### Obramba Italije predJutungi
Vendar breme severnih barbarov še ni bilo končano. Leta 271 so se Alemani premaknili proti Italiji, vstopili v Padsko nižino in ropali vasi; prečkali so reko Pad, zasedli Placentio in se premaknili proti Fanu. Avrelijan, ki je bil v Panoniji, da bi nadzoroval umik Vandalov, je hitro vstopil v Italijo, vendar je bila njegova vojska poražena v zasedi blizu Placentie (januar 271). Ko je novica o porazu prispela v Rim, je povzročila velik strah pred prihodom barbarov, vendar je Avrelijan napadel Alamane, ki so taborili blizu reke Metaurus, jih premagal v bitki pri Fanu in jih prisilil, da so ponovno prečkali reko Pad; Avrelijan jih je končno premagal pri Paviji. Za to je prejel naziv Germanicus Maximus. Vendar so Rimljani še vedno dojemali grožnjo germanskih ljudstev in germanske invazije kot verjetno; zato se je Avrelijan odločil zgraditi nov sistem obzidja okoli Rim, ki je postal znan kot Avrelijanov zid.

#### Poraz Gotov in zapustitev Dakije
Cesar je svoje legije vodil na Balkan, kjer je premagal in pregnal Gote onkraj Donave, ubil gotskega vodjo Cannabaudesa in prevzel naziv Gothicus Maximus. Vendar se je odločil opustiti provinco Dakijo na izpostavljenem severnem bregu Donave, saj je bila pretežka in predraga za obrambo. Reorganiziral je novo provinco Dakija južno od Donave, znotraj nekdanje province Mezije, imenovano Dacia Aureliana, s Serdico kot glavnim mestom.

#### Osvojitev Palmirskega cesarstva
Leta 272 je Avrelijan svojo pozornost usmeril na izgubljene vzhodne province cesarstva, Palmirsko cesarstvo, ki mu je vladala kraljica Zenobija iz mesta Palmira. Zenobija si je ustvarila lastno cesarstvo, ki je obsegalo Sirijo, Palestino, Egipt in velike dele Male Azije. Sirska kraljica je prekinila rimske dobave žita in v nekaj tednih je Rimljanom začelo primanjkovati kruha. Na začetku je bil Avrelijan priznan kot cesar, medtem ko je Vabalat, Zenobijin sin, imel naziv rex in imperator ("kralj" in "vrhovni vojaški poveljnik"), vendar se je Avrelijan odločil napasti vzhodne province, takoj ko je menil, da je njegova vojska dovolj močna.
Mala Azija je bila zlahka ponovno osvojena; vsako mesto razen Bizanca in Tiane se mu je predalo z malo odpora. Obleganje Tiane je postalo legenda: Avrelijan je do takrat uničil vsako mesto, ki se mu je upiralo, vendar je Tiani prizanesel, potem ko je v sanjah imel vizijo velikega filozofa iz 1. stoletja Apolonija iz Tiane, ki ga je zelo spoštoval. Apolonij je prosil: "Avrelijan, če želiš vladati, se vzdrži krvi nedolžnih! Avrelijan, če boš zmagal, bodi usmiljen!" Avrelijan je prizanesel Tiani in to se mu je obrestovalo; veliko več mest se mu je podredilo, ko so videli, da se cesar ne bo maščeval nad njimi. V šestih mesecih so njegove vojske stale pred vrati Palmire, ki se je predala, ko je Zenobija poskušala pobegniti v Sasanidsko cesarstvo.
Sčasoma sta bila Zenobija in njen sin ujeta in prisiljena hoditi po rimskih ulicah v njegovem triumfu, ženska v zlatih verigah. Ko so žitne zaloge ponovno poslali v Rim, so Avrelijanovi vojaki razdelili brezplačen kruh meščanom mesta, cesarja pa so njegovi podaniki pozdravili kot junaka. Po kratkem spopadu s Perzijci in še enem v Egiptu proti uzurpatorju Firmusu se je Avrelijan moral vrniti v Palmiro leta 273, ko se je mesto ponovno uprlo. Tokrat je Avrelijan svojim vojakom dovolil, da so mesto oplenili in Palmira si nikoli ni opomogla. Prejel je še več časti; zdaj je bil znan kot Parthicus Maximus in Restitutor Orientis ("Obnovitelj Vzhoda").
Prevzel je naziv Restitutor Orbis ("Obnovitelj sveta"). Ta naziv je Avrelijan prvič prevzel pozno poleti leta 272, pred tem pa sta ga nosila že Valerijan in Galien. Povečana pogostost njegove uporabe je bila Avrelijanova inovacija.
Bogato provinco Egipt je prav tako ponovno osvojil Avrelijan. Brucheion (Kraljeva četrt) v Aleksandriji je bil požgan do tal. Ta del mesta je nekoč vseboval Aleksandrijsko knjižnico, čeprav je obseg preživete knjižnice v Avrelijanovem času negotov.

#### Osvojitev Galskega cesarstva
Leta 274 je zmagoviti cesar svojo pozornost usmeril na zahod in na Galsko cesarstvo, ki ga je že ozemeljsko zmanjšal Klavdij II. Gotski. Avrelijan je to kampanjo dobil predvsem z diplomacijo; "galski cesar" Tetrik I. je bil pripravljen zapustiti svoj prestol in dovoliti Galiji in Britaniji, da se vrneta v cesarstvo, vendar se ni mogel odkrito podrediti Avrelijanu. Namesto tega sta se zdi, da sta se zarotila, tako da ko sta se vojski srečali v bitki pri Châlonsu pri Durocatalaunumu tisto jesen, je Tetrik preprosto dezertiral v rimski tabor in Avrelijan je zlahka premagal galsko vojsko, ki mu je stala nasproti. Tetrik je bil za svoje sodelovanje nagrajen s strani Avrelijana, ki ga je imenoval za senatorja in korektorja (guvernerja) Lukanije in Brutija.
V štirih letih je Avrelijan zavaroval meje cesarstva in ga ponovno združil.

### Reforme
Avrelijan je bil reformator in je uredil številne pomembne funkcije cesarskega aparata, ki so se nanašale na gospodarstvo in vero. Obnovil je številne javne zgradbe, reorganiziral upravljanje zalog hrane, določil fiksne cene za najpomembnejše blago in preganjal neprimerno ravnanje javnih uslužbencev.

#### Verska reforma
Avrelijan je okrepil položaj boga Sonca (Sol Invictus) kot glavnega božanstva rimskega panteona. Njegov namen je bil vsem ljudem cesarstva, civilistom ali vojakom, vzhodnjakom ali zahodnjakom, dati enega boga, v katerega bi lahko verjeli, ne da bi izdali svoje bogove. Središče kulta je bil Tempelj Sonca (Rim), zgrajen leta 274 in posvečen 25. decembra istega leta na Campus Agrippae v Rimu, z bogatimi okrasitvami, financiranimi iz plena Palmirskega cesarstva.
Med svojo kratko vladavino se je Avrelijan zdelo, da sledi načelu "ena vera, eno cesarstvo", ki pa ni bilo uradno potrjeno do Solunskega edikta. Na nekaterih njegovih kovancih se pojavlja z naslovom deus et dominus natus ("Bog in rojeni vladar"), slogom, ki ga je kasneje prevzel tudi cesar Dioklecijan. Laktancij je trdil, da bi Avrelijan prepovedal vse druge bogove, če bi imel dovolj časa. Krščanski zgodovinarji so ga zabeležili kot organizatorja preganjanja kristjanov.

#### Felicissimusov upor in reforma kovanja denarja
Avrelijanova vladavina beleži edini upor kovničarjev. Rationalis Felicissimus, višji javni finančni uradnik, katerega odgovornosti so vključevale nadzor nad kovnico v Rimu, se je uprl Avrelijanu. Zdi se, da je bil upor posledica dejstva, da so bili kovničarji, in Felicissimus prvi, navajeni krasti srebro za kovance in izdelovati kovance slabše kakovosti. Avrelijan je to želel odpraviti in Felicissimusa postavil pred sodišče. rationalis je spodbudil kovničarje k uporu: upor se je razširil po ulicah, čeprav se zdi, da je bil Felicissimus takoj ubit, verjetno usmrčen.
Palmirski upor v Egiptu je verjetno zmanjšal oskrbovanje Rima z žitom, kar je odtujilo prebivalstvo od cesarja. Ta upor je imel tudi podporo nekaterih senatorjev, verjetno tistih, ki so podprli izvolitev Kvintila in so se zato imeli česa bati od Avrelijana.
Avrelijan je ukazal cohortes urbanae ("mestnim kohortam"), okrepljenim z nekaterimi rednimi četami cesarske vojske, da napadejo uporniško množico: bitka, ki se je odvijala na Celijvem griču, je zaznamovala konec upora, čeprav za visoko ceno (nekateri viri navajajo številko, verjetno pretirano, 7.000 žrtev). Mnogi uporniki so bili usmrčeni; usmrčeni so bili tudi nekateri uporni senatorji. Rimska kovnica je bila začasno zaprta, ustanovitev več drugih kovnic pa je povzročila, da je glavna kovnica cesarstva izgubila svojo hegemonijo.
Njegova denarna reforma je vključevala uvedbo antoninijanov, ki so vsebovali 5% srebra. Nosili so oznako XXI (ali njeno grško številčno obliko KA), kar je pomenilo – po mnenju nekaterih raziskovalcev – da bi dvajset takšnih kovancev vsebovalo enako količino srebra kot stari srebrni denarius. Glede na to, da je to pomenilo izboljšanje prejšnjega stanja, dobimo predstavo o resnosti gospodarske situacije, s katero se je soočal Avrelijan. Cesar si je prizadeval uvesti nov "dober" kovanec tako, da je pred njegovo uvedbo umaknil vse stare "slabe" kovance.
Zelo veliko število redkih zlatih kovancev Avrelijana je bilo odkritih kot del najdbe "Lava Treasure" na Korziki, Francija, v 80. letih 20. stoletja.

#### Reforme distribucije hrane
Rim je od leta 123 pr. n. št. razdeljeval žito svojim najrevnejšim državljanom po znižani ceni, od leta 58 pr. n. št. pa brezplačno prek Cura Annonae. Avrelijanu se običajno pripisuje zasluga za spremembo ali dokončanje spremembe sistema distribucije hrane iz žita ali moke v kruh ter dodajanje oljčnega olja, soli in svinjine med izdelke, ki so se razdeljevali prebivalstvu. Ti izdelki so se pred tem razdeljevali sporadično. Avrelijanu se pripisuje tudi povečanje velikosti hlebcev kruha brez povečanja njihove cene – ukrep, ki je bil nedvomno priljubljen med Rimljani, ki niso prejemali brezplačnega kruha in drugih izdelkov prek socialne pomoči.
Verjame se, da je Avrelijan ukinil Trajanov program alimenta. Rimski prefekt Titus Flavius Postumius Quietus je bil zadnji znani uradnik, zadolžen za alimenta, leta 271. Če je Avrelijan "res zatrl ta sistem distribucije hrane, je najverjetneje nameraval uvesti radikalnejšo reformo." Dejansko je Avrelijan približno v tem času reformiral "Cura Annonae", da bi nadomestil razdeljevanje žita z razdeljevanjem kruha, soli in svinjine, ter subvencionirane cene za druge dobrine, kot sta olje in vino.

## Smrt
Smrti sasanidskih kraljev ŠapurjaI. (272) in Hormizda I. (273) v hitrem zaporedju ter prihod na oblast oslabljenega vladarja (Bahrama I.) so predstavljali priložnost za napad na Sasanidsko cesarstvo in leta 275 se je Avrelijan odpravil na še eno kampanjo proti Sasanidom. Na poti je zatrl upor v Galiji – verjetno proti Faustinu – in premagal barbarske roparje v Vindeliciji, (Nemčija).
Vendar Avrelijan nikoli ni dosegel Perzije, saj je bil umorjen, medtem ko je čakal v Trakiji, da prečka v Malo Azijo. Kot administrator je bil strog in je izrekal stroge kazni pokvarjenim uradnikom ali vojakom. Njegov tajnik (ki ga Zosim imenuje Eros) je lagal o manjši zadevi. V strahu pred tem, kaj bi cesar lahko storil, je ponaredil dokument, ki je vseboval imena visokih uradnikov, ki jih je cesar označil za usmrtitev, in ga pokazal sodelavcem. Notarius Mucapor in drugi visoki častniki Pretorijanske garde, v strahu pred kaznijo cesarja, so ga umorili kmalu po oktobru 275 (cesar Mark Klavdij Tacit je začel vladati novembra ali decembra), v Caenophruriumu, Trakija.
Avrelijanovi sovražniki v senatu so za kratek čas uspeli sprejeti damnatio memoriae nad cesarjem, vendar je bila ta razveljavljena pred koncem leta in Avrelijan, tako kot njegov predhodnik Klavdij II. Gotski, je bil deificiran kot Divus Aurelianus.
Obstajajo nekateri dokazi, da je žena Avrelija, Ulpia Severina, ki je bila leta 274 razglašena za Avgusto, vladala imperiju sama nekaj časa po njegovi smrti, čeprav je to le špekulacija. Viri namigujejo na interregnum med Avrelijevo smrtjo in izvolitvijo Marka Klavdija Tacita za njegovega naslednika. Poleg tega se zdi, da so bili nekateri Ulpijini kovanci kovani po Avrelijevi smrti.

## Zapuščina
Mesto Orléans v Franciji je poimenovano po Avreliju. Prvotno imenovano Cenabum, ga je Avrelij obnovil in preimenoval v Aurelianum ali Aureliana Civitas ("mesto Avrelija", cité d'Aurélien), kar se je razvilo v Orléans.

## Sklic
1. ↑  Brockhaus Enzyklopädie
2. ↑  Diccionario biográfico español — Real Academia de la Historia, 2011.
3. ↑  Proleksis enciklopedija, Opća i nacionalna enciklopedija — 2009.
4. ↑  https://pantheon.world/profile/person/Aurelian
5. ↑  Wilkes, John J. (1992). The Illyrians. Oxford: Blackwell Publishing. str. 262. ISBN 0-631-19807-5. With the accession of M. Aurelius Claudius in AD 268 following his victory over the Goths at Naissus, the Empire came under the control of the leading Illyriciani at Sirmium. The new ruler came from southern Illyricum, either Dalmatia or Dardania, but his reign ended with his death from a plague at Sirmium in AD 270. Rejecting the Senate's proposal of Claudius' brother, the Illyriciani chose instead one of themselves, the formidable Domitius Aurelianus, probably a native of Sirmium.
6. ↑  Halsberghe, G. H. (1972). The Cult of Sol Invictus. Etudes préliminaires aux religions orientales dans l'Empire romain. Brill. str. 152. Pridobljeno 13. aprila 2018.
7. ↑  Watson 1999, str. 1.
8. ↑  Janez Malalas, Knjiga 12, poglavje 30.
9. ↑  Croke, Brian (1990). Studies in John Malalas. BRILL. str. 76. ISBN 978-90-04-34462-4.
10. ↑  White (2015), str.  ???
11. ↑  Hengst, Daniël den (2010). Emperors and Historiography: Collected Essays on the Literature of the Roman Empire by Daniël Den Hengst (v angleščini). BRILL. str. 91, 119, 204, 206. ISBN 978-900-417-438-2.
12. ↑  »LacusCurtius: Templum Solis (Platner & Ashby, 1929)«. penelope.uchicago.edu. Pridobljeno 23. junija 2020.
13. ↑  Avrelij Viktor, xxxiii,21. Drugi viri ne navajajo Avrelijana med tistimi, ki so se zarotili proti Galienu, čeprav so različni viri trdili, da je bil on tisti, ki je Galiena poklical iz njegovega šotora pod predlagano "zaroto" v trenutku, ko je bil Galien zaboden.
14. ↑  Watson 1999, str. 41.
15. ↑  J. Bray (1997), str. 279–288, Pat Southern 2001, str. 109. Glej tudi Alaric Watson 1999, str. 215, David S. Potter 2004, str. 266, Herwig Wolfram, History of the Goths (prev. Thomas J. Dunlap), University of California Press, 1988. ISBN 0-520-06983-8, str. 54
16. 1 2  Watson 1999.
17. ↑  Körner, Christian (23. december 2008). »Avrelijan (A.D. 270–275)«. De Imperatoribus Romanis: Spletna enciklopedija rimskih vladarjev in njihovih družin. Arhivirano iz spletišča dne 2. decembra 2010. Pridobljeno 6. januarja 2011.
18. 1 2 3  Watson 1999, str. 42.
19. ↑  Zonaras.
20. 1 2 3 4  Korner.
21. ↑  Magh, David. Historia Augusta. Zv. II. Loeb Classical Library.
22. ↑  »Reševanje skrivnosti starodavne rimske kuge«. The Atlantic. november 2017.{{navedi splet}}:  Vzdrževanje CS1: samodejni prevod datuma (povezava)
23. ↑  Zosimus, 1,48f.; Eutropius; Dexippus, FGrH IIA 460 F7; Historia Augusta – Aurelianus xxi,1–3 in xviii,2.
24. ↑  Watson 1999, str. ;51–54, 217.
25. ↑  Watson 1999, str. ;54–55.
26. ↑  Vojna proti Palmirenskemu cesarstvu je opisana v Zosimu, 1,50,1–1,61,1, in Historia Augusta, Aurelianus, 22–31.
27. ↑  Stoneman, Richard (1994). Palmyra and its Empire: Zenobia's Revolt against Rome. University of Michigan Press. str. 167. ISBN 0472083155.
28. ↑  Brent, Allen (2021).  Edwards, Mark (ur.). The Routledge Handbook of Early Christian Philosophy. str. 376. ISBN 9781134855988.
29. ↑  Watson 1999, str. 174.
30. ↑  Goldsworthy, Adrian Keith (2009). How Rome fell: death of a superpower. New haven (Conn.): Yale University Press. str. 118–119. ISBN 978-0-300-13719-4.
31. ↑  Gibbon, Edward (1993). The decline and fall of the Roman empire. Volume I ([New.], 10. printing izd.). New York: Everyman's Library. str. 332. ISBN 978-0-679-42308-9.
32. 1 2  Chisholm, Hugh, ur. (1911). »Aurelian« . Enciklopedija Britannica (v angleščini). Zv. 2 (11. izd.). Cambridge University Press. str. 923–924.
33. ↑  Clauss, Manfred (2001). Die römischen Kaiser : 55 historische Portraits von Caesar bis Iustinian (v nemščini). München: Beck. str. 250. ISBN 978-3-406-47288-6.
34. ↑  Lactantius, De Mortibus Persecutorum 6.
35. ↑  Eusebius, Historia Ecclesiastica 7.30.20
36. ↑  Jerome, Chronicon, 263rd Olympiad
37. ↑  Orosius, Historiarum, Book 7, Chapter 23
38. ↑  Watson 1999, str. ;52–53.
39. ↑  On the different theories regarding the XXI see Schwenter, Johannes (2023). "Aurelians Münzreform - das Kürzel XXI" [Aurelian's coin reform - the abbreviation XXI]. Jahrbuch für Numismatik und Geldgeschichte 73, pp. 195-204.
40. ↑  Watson 1999, str. 130.
41. ↑  Sylvianne Estiot, The Lava Treasure of Roman Gold. Arhivirano 2025-02-13 na Wayback Machine. Also in Trésors monétaires, volume XXIV, BNF, 2011 ISBN 9782717724929
42. ↑  Watson, Alaric (2004), Aurelian and the Third Century, London: Routledge, pp, 139-140
43. ↑  Pat Southern, The Roman Empire from Severus to Constantine (London: Routledge, 2015), ISBN 978-0-415-73807-1, page 181.
44. ↑  Watson 1999, str. ;104–105, 225.
45. ↑  Peachin 1990, str. ;43–44.

### Primarni viri
- Aurelius Victor Epitome de Caesaribus, xxxv "Epitome de Caesaribus" (4th century)
- Eutropius, Breviarium historiae Romanae, IX. 13–15 (4th century)
- Historia Augusta Aurelianus Life of Aurelian Part 1 Part 2 Part 3
- Zosimus, Historia Nova Translation of the Historia Nova (published in 1814), book 1, (5th–6th century)
- Joannes Zonaras, Compendium of History Compendium excerpt: Claudius to Diocletian 268–284 (12th century)

### Sekundarni viri
- Groag, Edmund, "Domitius 36", Realencyclopädie der classischen Altertumswissenschaft, volume 9 (V.1), Metzlerscher Verlag (Stuttgart, 1903), columns 1347–1419.
- Kienast, D. (2017). Römische Kaisertabelle. Grundzüge einer römischen Kaiserchronologie. Darmstadt: Wissenschaftliche Buchgesellschaft. ISBN 9783534132898.
- Körner, Christian (20. julij 2001). »Aurelian«. De Imperatoribus Romanis. Arhivirano iz spletišča dne 20. oktobra 2006. Pridobljeno 4. novembra 2006. (Korner:2001)
- Saunders, Randall Titus (1992). A biography of the Emperor Aurelian (AD 270–275). Ann Arbor, Michigan: UMI Dissertation Services.
- Southern, Pat (2001). The Roman Empire from Severus to Constantine. Routledge. str. 125. ISBN 0-415-23944-3.
- Peachin, Michael (1990). Roman Imperial Titulature and Chronology, A.D. 235–284. Amsterdam: Gieben. ISBN 90-5063-034-0.
- Stein, Arthur (1924). »Zur Chronologie der römischen Kaiser von Decius bis Diocletian«. Archiv für Papyrusforschung und verwandte Gebiete. 7 (1–2): 30–51. doi:10.1515/apf.1924.7.1-2.30. S2CID 161464046.
- Syvänne, Ilkka (2020). Aurelian and Probus: The Soldier Emperors Who Saved Rome (v angleščini). Yorkshire: Pen and Sword Military. ISBN 978-1-5267-6750-9.
- Watson, Alaric (1999). Aurelian and the Third Century (PDF). The Classical World. Zv. 94. London: Routledge. str. 284–286. doi:10.2307/4352566. ISBN 0-415-07248-4. JSTOR 4352566. S2CID 153920517. Arhivirano iz prvotnega spletišča (PDF) dne 18. februarja 2020.